# Jan Maciej Czajkowski
Jan Maciej Czajkowski (ur. 22 lutego 1947 w Zgierzu) – polski samorządowiec, były prezydent Zgierza, od 2003 do 2010 pełnomocnik prezydenta Łodzi ds. informatyzacji miasta oraz standardów ISO, od 2011 pełnomocnik prezydenta Łodzi ds. współpracy z organizacjami samorządowymi, doktor chemii, wykładowca akademicki Uniwersytetu Łódzkiego (niegdyś w na wydziale matematyki, fizyki i chemii, a obecnie w Instytucie Geografii Miast i Turyzmu), specjalista w dziedzinie GIS. Jest ojcem ks. dr. Marcina Czajkowskiego, wykładowcy Wyższego Seminarium Duchownego w Łodzi i katechety w I Liceum Ogólnokształcącym w Łodzi.
Funkcje samorządowe:
- 1990–1998 współorganizator restytucji i wiceprezes Związku Miast Polskich,
- 1990–1998 Prezydent Miasta Zgierza (I i II kadencji),
- 1990–1996 delegat ZMP do prezydium Krajowego Sejmiku Samorządu Terytorialnego (KSST).
- 2004–2012 delegat Miasta Łodzi do Zgromadzenia Ogólnego Związku Powiatów Polskich
- od 2003 współprzewodniczący ze strony samorządowej Zespołu Komisji Wspólnej Rządu i Samorządu Terytorialnego ds. Społeczeństwa Informacyjnego
- od 2005 przedstawiciel organizacji samorządowych w Radzie Informatyzacji przy MSWiA, później MAiC

## Nagrody i wyróżnienia
- Złota Odznaka Uniwersytetu Łódzkiego
- Medal Honorowy ZMP (2000)
- Medal im. Grzegorza Pałki (2004)
- Złoty Krzyż Zasługi (1990)
- Krzyż Oficerski Orderu Odrodzenia Polski (2009)[2]
- Wyróżnienie w konkursie Lider Informatyki 2004[3]